# Gambrel

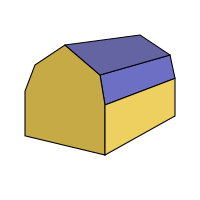
Telhado Gambrel

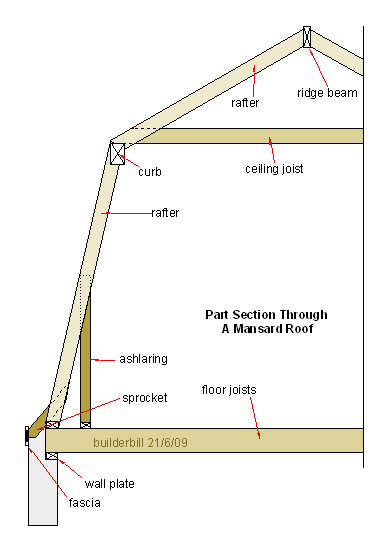
Um diagrama de seção transversal de um telhado de mansarda, que é um telhado gambrel a quatro águas

Um gambrel ou telhado de gambrel é um telhado geralmente simétrico de dois lados com duas inclinações diferentes de cada lado. (O termo arquitetônico usual na Inglaterra e na América do Norte do século XVIII era "telhado holandês".) A inclinação superior é posicionada em um ângulo mais raso, enquanto a inclinação inferior é mais íngreme. Esse projeto oferece as vantagens de um telhado inclinado, maximizando a altura livre dentro do nível superior do edifício e encurtando o que seria um telhado alto. O nome vem da palavra do Latim Medieval gamba, que significa jarrete ou perna de cavalo. O termo gambrel é de origem americana, o nome europeu mais antigo é uma cobertura.
meio-fio (kerb, kirb).
Os europeus historicamente não distinguiam entre um telhado de gambrel e um telhado de mansarda, mas chamavam ambos os tipos de mansarda. Nos Estados Unidos, várias formas de telhados de gambrel são às vezes chamadas de gambrel holandês ou gambrel colonial holandês com beiral de sino, gambrel sueco, alemão, inglês, francês ou Nova Inglaterra.
A seção transversal de um telhado de gambrel é semelhante à de um telhado de mansarda, mas um gambrel tem extremidades verticais empena em vez de ser telhado de quatro águas, nos quatro cantos do edifício. Um telhado de gambrel pende sobre a fachada, enquanto uma mansarda normalmente não.

## Origem e uso do termo
Gambrel é uma palavra inglesa normanda, às vezes soletrada gambol, como no livro de preços dos carpinteiros de Boston de 1774 (revisado em 1800). Outras grafias incluem gamerel, gamrel, gambril, gameral, gambering, cambrel, cambering, chambrel referindo-se a uma barra de madeira usada por açougueiros para pendurar as carcaças de animais abatidos. Gambrel também é um termo para a articulação na parte superior da perna traseira de um cavalo, o jarrete.
In 1858, Oliver Wendell Holmes, Sr. escreveu:

Conhece a velha Cambridge? Espero que sim.—

   Nascido lá? Não diga isso! Eu também estava.

(Nascido em uma casa com telhado de gambrel,—

   Ficar parado, se você precisa de provas.—

"Gambrel? - Gambrel?" - Deixe-me implorar

   Você vai olhar para a perna traseira de um cavalo,—

Primeiro grande ângulo acima do casco,—

   Esse é o jogo; daí gambrel-telhado.) 
em 1848, define "gambrel" como "Um telhado de quatro águas de uma casa, assim chamado pela semelhança com a pata traseira de um cavalo que pelos ferradores é chamado de gambrel. O Dicionário Websters também usou o termo "hip" (quadriculado) de forma confusa na definição deste telhado.
O termo também é usado para um único telhado de mansarda]na França e na Alemanha. Em holandês, o termo "telhado de mansarda de dois lados" é usado para telhados de gambrel.

## Origens do gambrel na América do Norte
A origem da forma do telhado gambrel na América do Norte é desconhecida O telhado de gambrel mais antigo conhecido na América estava no segundo Harvard Hall na Universidade de Harvard, construído em 1677. Possivelmente, a casa sobrevivente mais antiga nos EUA com um telhado de gambrel é a c. 1677–78 Casa Peter Tufts. A casa emoldurada mais antiga da América do Norte, a  Fairbanks House, tem um poço com telhado de gambrel, mas esse telhado foi uma adição posterior.
Reivindicações sobre a origem da forma de telhado gambrel na América do Norte incluem:
1. Tribos indígenas do Noroeste do Pacífico, a Costa Salish, usavam a forma de telhado de gambrel (Suttle & Lane (1990), p. 491).[6]
2. Marinheiros e comerciantes espanhóis, portugueses, holandeses e ingleses visitaram ou se estabeleceram na área do sudeste da Ásia agora chamada de Indonésia antes da colonização europeia permanente na América. Na Indonésia, eles viram habitações com um estilo de telhado onde a extremidade de um telhado começava como um quadril e terminava como uma empena no cume. A extremidade da empena era uma abertura, para permitir que a fumaça se dissipasse dos fogos de cozinha. Este projeto de telhado foi trazido de volta à Europa e às colônias americanas e adaptado às condições locais. O estilo do telhado ainda está em uso em todo o mundo hoje;
3. marinheiros que viajaram para a Holanda trouxeram o design de volta para a América do Norte;[7]
4. ou razões práticas, como uma maneira de permitir construções mais amplas, o uso de vigas mais curtas ou para evitar impostos.[8]

## Galeria

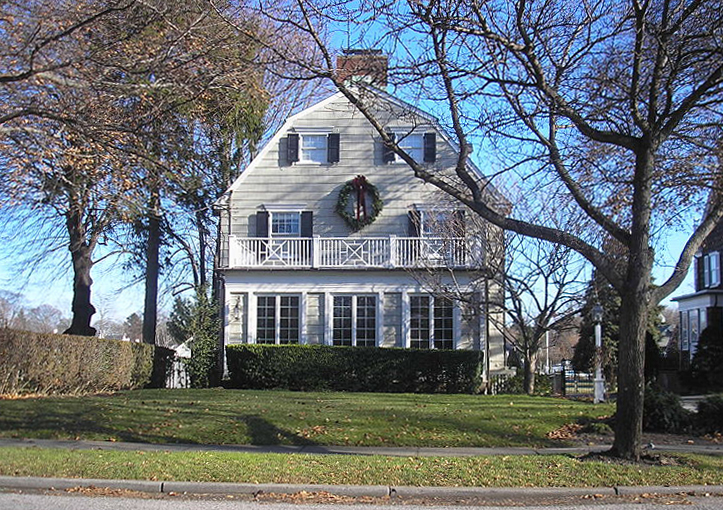
Moradia com telhado gambrel em Amityville, Nova Iorque), que ficou famosa por Horror e, Amityville.
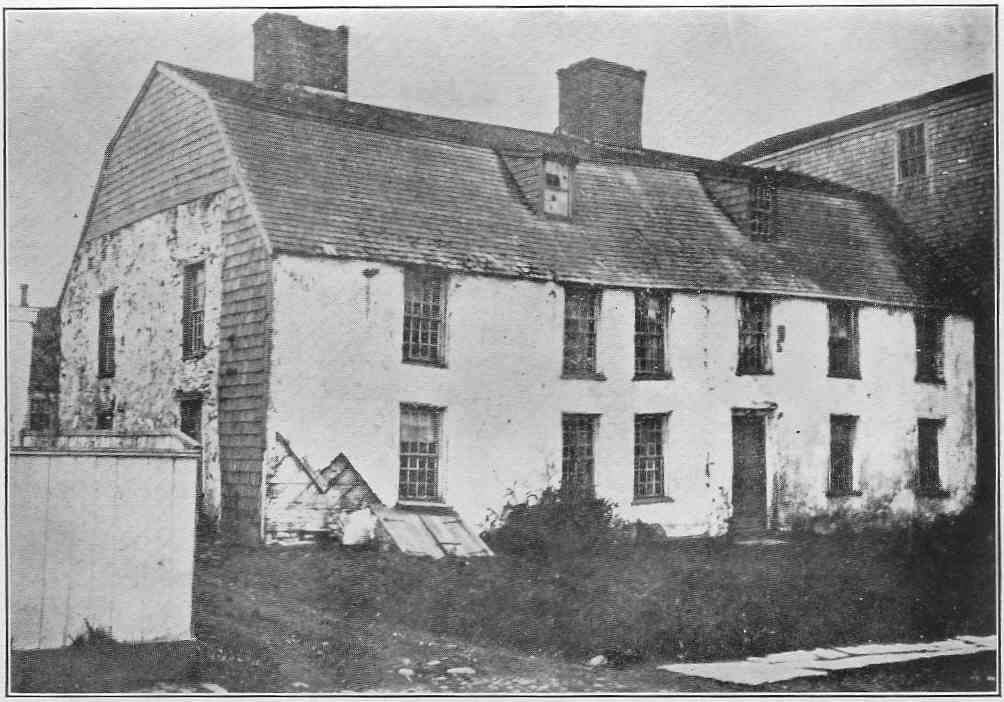
Se a data de construção e o telhado da Henry Bull House fosse original por volta de 1639, este seria o exemplo mais antigo conhecido de um gambrel na América.
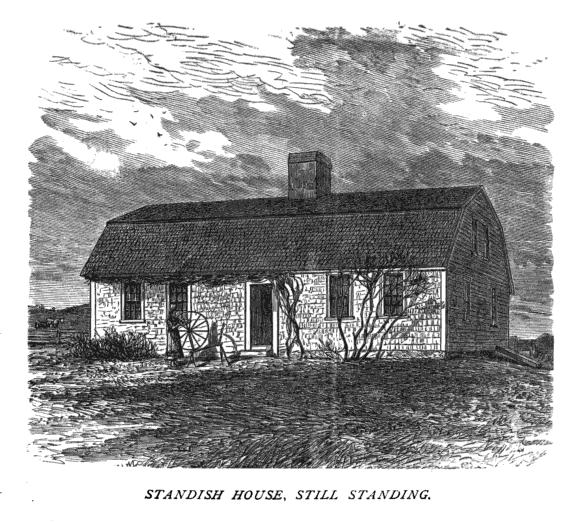
Outro candidato a telhado de gambrel mais antigo, que se diz ser de 1666, Casa Alexander Standish
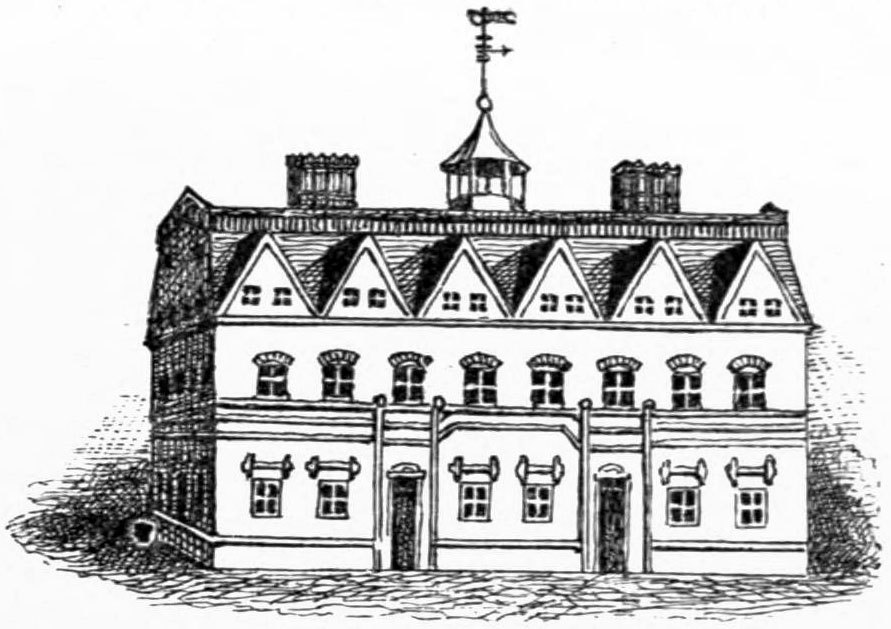
O primeiro Harvard Hall, Universidade de Harvard, creditado como o mais antigo exemplo conhecido de um telhado de gambrel na América do Norte, construído c. 1677, queimado 1766
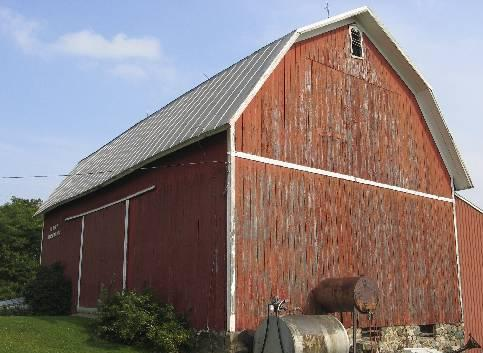
Celeiro com telhado Gambrel
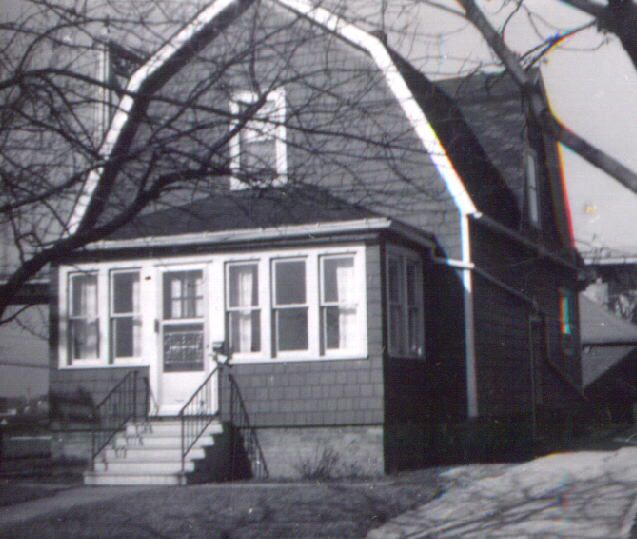
Telhado Gambrel visto em uma casa em Toledo (Ohio), aproximadamente em 1937